# Fargesia hsuehiana
Fargesia hsuehiana är en gräsart som beskrevs av Tong Pei Yi. Fargesia hsuehiana ingår i släktet bergbambusläktet, och familjen gräs. Inga underarter finns listade i Catalogue of Life.